# Barbara Toroń-Fórmanek
Barbara Violetta Toroń-Fórmanek (ur. 1963 lub 1964) – polska pedagog, dr hab. nauk społecznych, profesor Uniwersytetu Zielonogórskiego.

## Życiorys
W 1988 ukończyła studia pedagogiczne opiekuńczo-wychowawcze na Uniwersytecie im. Adama Mickiewicza, 26 października 2004 obroniła pracę doktorską Sytuacja społeczna młodzieży z parcjalnymi zaburzeniami rozwoju, 13 listopada 2014 habilitowała się na podstawie pracy zatytułowanej Przestępczość skazanych kobiet i mężczyzn w perspektywie biograficznej.
W 1999 podjęła pracę na Uniwersytecie Zielonogórskim. Została zatrudniona na stanowisku adiunkta w Katedrze Seksuologii, Poradnictwa i Resocjalizacji na Wydziale Pedagogiki, Psychologii i Socjologii Uniwersytetu Zielonogórskiego, oraz w Katedrze Zdrowia Publicznego na Wydziale Pedagogiki, Socjologii i Nauk o Zdrowiu Uniwersytetu Zielonogórskiego. W 2007 zaczęła organizować prowadzone przez studentów zajęcia terapeutyczne dla więźniów. Została też opiekunem naukowym Penitencjarnego Koła Naukowego Studentów UZ „Prison”. W czerwcu 2015 została członkiem Europejskiego Forum Polityki Karnej Stosowanej. W lutym 2020 powołana w skład Rady Polityki Penitencjarnej III kadencji przez ministra sprawiedliwości.
Obecnie zajmuje stanowisko profesora UZ i pracuje w Zakładzie Resocjalizacji Instytutu Pedagogiki na Wydziale Nauk Społecznych. Jest autorką licznych monografii.
Bez powodzenia kandydowała do sejmiku województwa lubuskiego w 2014 i 2018 z listy Prawa i Sprawiedliwości oraz w 2023 do Sejmu z listy Bezpartyjnych Samorządowców. W 2024 była pełnomocnikiem lokalnego komitetu w wyborach samorządowych w gminie Dąbie.

## Odznaczenia
- Srebrna odznaka „Za zasługi w pracy penitencjarnej” (2016)[8]
- Brązowa odznaka „Za zasługi w pracy penitencjarnej”